# 辛爽
辛爽（1981年3月11日—），中华人民共和国电视剧导演，前Joyside乐队成员。
2023年凭借执导的《漫长的季节》获得第5届亚洲内容大奖&全球OTT大奖最佳导演。
2024年以《漫長的季節》獲得第29屆上海電視節白玉蘭獎最佳導演獎。

## 生平
辛爽出生于吉林省梨树县，毕业于中国政法大学国际经济法学院。2001—2006年曾在Joyside乐队中担任吉他手、鼓手。之后在光线传媒担任音乐总监，期间尝试拍摄MV。2013年作为联合创始人共同创办了独立创意机构三川传媒（SAKUZA）。2018年，辛爽受邀为综艺节目《幻乐之城》执导了5部短片，展示了其导演才能。之后辛爽成为爱奇艺迷雾剧场定制剧《隐秘的角落》的导演，播出后口碑与热度双丰收，获得巨大成功。

## 作品
| 年份 | 片名       | 职务 |
| ---- | ---------- | ---- |
| 2020 | 隐秘的角落 | 导演 |
| 2023 | 漫长的季节 | 导演 |